# 마니카주

마니카주

마니카주(포르투갈어: Manica)는 모잠비크 서부에 위치한 주로, 주도는 시모이우이며 면적은 61,661km2, 인구는 1,359,923명(2006년 기준)이다. 북쪽으로는 테트주, 남쪽으로는 가자주와 이냠바느주, 동쪽으로는 소팔라주와 인접해 있으며 서쪽으로는 짐바브웨와 국경을 맞대고 있다.

## 인구
| 연도    | 인구      | ±% p.a. |
| ------- | --------- | ------- |
| 1980    | 641,200   | —       |
| 1997    | 1,039,463 | +2.88%  |
| 2007    | 1,438,386 | +3.30%  |
| 2017    | 1,945,994 | +3.07%  |
| source: |           |         |